# Le Porte-Drapeau (Floris Soop)
Ne doit pas être confondu avec Le Porte-drapeau.
Le Porte-Drapeau (Floris Soop) ou Portrait de Floris Soop est une peinture à l'huile sur toile de 1654 réalisée par Rembrandt. La toile est conservée au Metropolitan Museum of Art de New York.

## Description
Le drapeau, le panache dans le chapeau et le baudrier en cuir repoussé (ceinture-épée portée sur l'épaule) indiquent que le sujet est un enseigne dans l'une des compagnies de la garde civique d'Amsterdam. Il s'agit presque certainement de Floris Soop, un riche célibataire qui possédait quelque 140 tableaux.

## Source de traduction
- (en) Cet article est partiellement ou en totalité issu de l’article de Wikipédia en anglais intitulé « Portrait of Floris Soop » (voir la liste des auteurs).